# Kamienica pod Koniem
Kamienica pod Koniem (alt. Dom z Końską Głową) – zabytkowa, dwupiętrowa kamienica w Lwówku Śląskim, przebudowana w I poł. XX wieku.
Budynek zlokalizowany jest w rynku w Lwówku Śląskim pod adresem plac Wolności 25 (dawniej niem. Markt 11). Wewnątrz kamienicy działa sklep motoryzacyjny. Dawniej, przez pewien czas, gdy właścicielem budynku stał się Otto Weinert, budowlę zwano Kamienicą pod Jeleniem, z racji zastąpienia końskiej głowy porożem. Dobudowana, wschodnia część kamienicy znajduje się w miejscu lwóweckiego odwachu. Na szczycie wschodniej ściany frontowej (wykuszu) znajduje się przywrócona, ozdobna głowa konia, której kamienica zawdzięcza nazwę. Z koniem związana jest stara legenda:
Młoda córka właścicieli zmarła nagle i wraz z kosztownościami szybko ją pochowano. Wieczorem po pogrzebie rozpętała się potężna burza, a matce dziewczynki miało się wydawać, że słyszy głos swojego dziecka. Ojciec dziewczynki słyszał jedynie świst wiatru i huk grzmotów, przez co zaczął się martwić o stan swojej żony. Zerwany z uwięzi ukochany koń dziewczynki również miał usłyszeć jej głos i wspinając się po schodach kamienicy, szukając źródła dźwięku przy okazji alarmując właścicieli. Okazało się, iż ku przerażeniu i euforii rodziców ich dziecko nie było martwe, a jedynie pochowane w letargu. Dziewczynka została przebudzona przez rabusia cmentarnego, poszukującego cennych przedmiotów w świeżym grobie.
Na pamiątkę tego wydarzenia kamienicę przyozdobiono końską głową.